# 偽ドミトリー2世

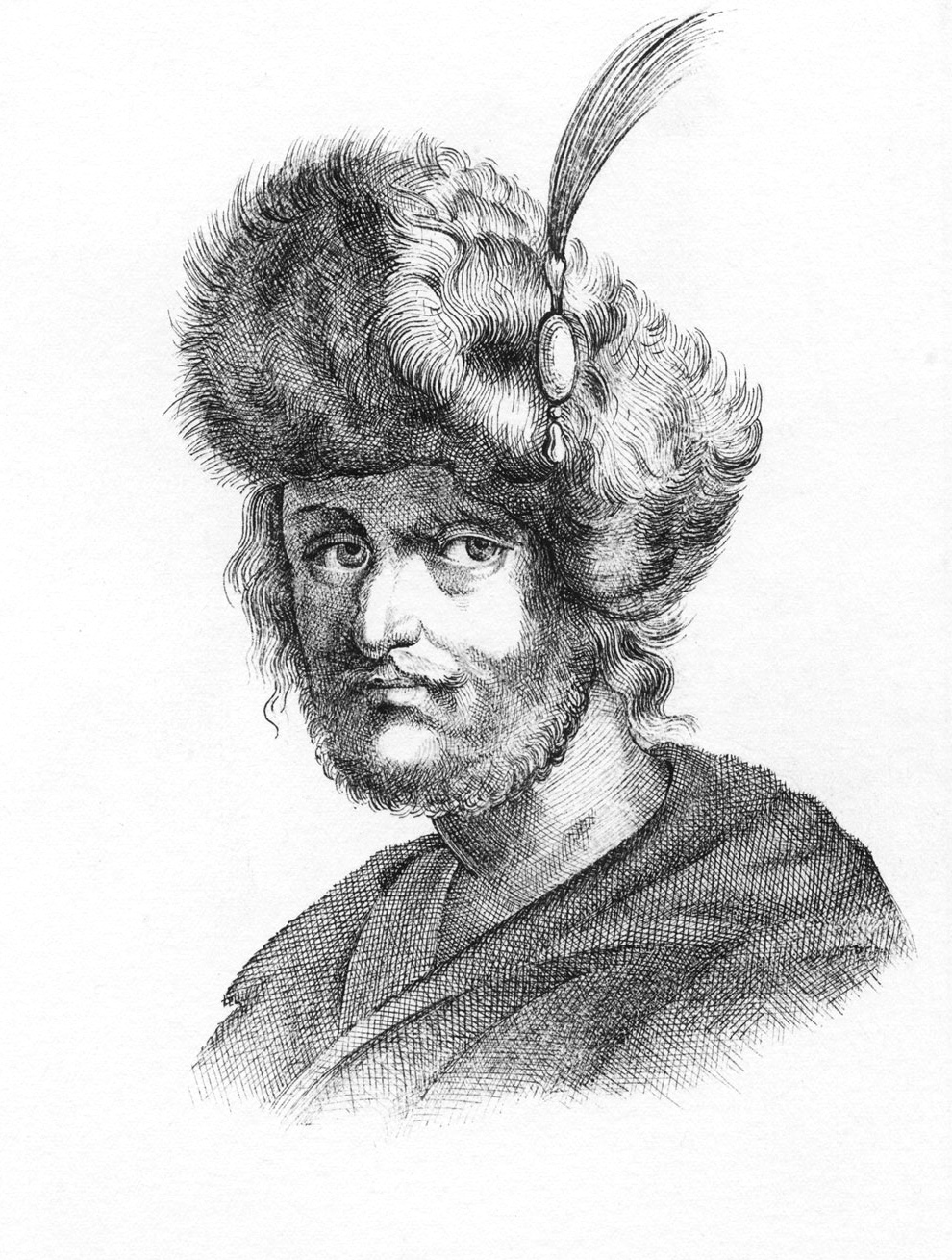
偽ドミトリー2世

偽ドミトリー2世（にせドミトリーにせい）（ロシア語: Лжедмитрий II ; False Dimitri II, ? - 1610年12月11日（グレゴリオ暦12月21日））はロシア帝国の動乱時代にイヴァン4世の末子ドミトリー皇子を僭称した2人目の人物。トゥシノを本拠としたことから、「トゥシノの悪党」と呼ばれた。

## 生涯
偽ドミトリー1世が1606年5月に殺された後、殺されたはずの偽ドミトリー1世が『奇跡的に助かった』とされる噂が流布する中でロシアとポーランドの国境に現れ、モスクワへ進軍した。モスクワの占領には失敗するものの1608年夏から1610年春までの間モスクワ近郊のトゥシノに本営を構え勢力を保った。しかし、彼を支援していたポーランド国王に見限られ、根拠地トゥシノから逃亡し、逃亡の途上に仲間によって殺された。
偽ドミトリー2世は本物のドミトリー・イヴァノヴィチの生母であるマリヤ・ナガヤより「本物」と認められ、偽ドミトリー1世の正妻だったマリナ・ムニシュフヴナと結婚して男児イヴァン・ドミトリエヴィチをもうけた。イヴァンは「小悪党」と呼ばれてコサックに擁立されたが、1614年にミハイル・ロマノフによって処刑された。